# Mary Hesse
Mary Brenda Hesse (ur. 15 października 1924, zm. 2 października 2016) – brytyjska filozofka nauki. Znana z badań nad rolą modeli, analogii i metafor w nauce. Jej książka Models and analogies in science (1963/66) jest uznawana za pionierską i jedną z najbardziej wpływowych w XX-wiecznej refleksji nad nauką. 

## Życiorys
Urodzona w Reigate w Surrey (Anglia). 
Uzyskała tytuł magistra matematyki (1946) na Imperial College London oraz tytuł magistra z historii i filozofii nauki (1950) na University College London.
Obroniła doktorat z mikroskopii elektronowej (1948) na University College London.
Doktor honoris causa (2002) Uniwersytetu w Cambridge.

## Publikacje
- 1954. Science and the Human Imagination: Aspects of the History and Logic of Physical Science; London, England: SCM Press.
- 1961. Forces and Fields: A Study of Action at a Distance in the History of Physics; London, England: Thomas Nelson and Sons.
- 1963. Models and Analogies in Science; London, England: Sheed and Ward.
- 1966. Models and Analogies in Science, wyd. drugie poszerzone; Notre Dame, Indiana: Notre Dame University Press. (przeł. na j. włoski w 1980 oraz na j. japoński w 1986)
- 1974. The Structure of Scientific Inference; London, England: Macmillan, and Berkeley, California: University of California Press.
- 1980. Revolutions and Reconstructions in the Philosophy of Science; Brighton, England: The Harvester Press, and Bloomington, Indiana: Indiana University Press. (przeł. na j. japoński w 1986)
- 1986. The Construction of Reality, with Michael A. Arbib; Cambridge, England: Cambridge University Press.